# Годування немовлят
Годування немовлят — це комплекс практик, спрямованих на забезпечення дитини найраннішого віку повноцінним харчуванням для її здорового росту і розвитку. Грудне молоко забезпечує найкраще харчування для немовлят, маючи значні переваги над штучною сумішшю. Перехід до твердої їжі (прикорму) зазвичай рекомендується у віці від чотирьох до шести місяців.
Грудне вигодовування допомагає запобігти анемії, ожирінню та синдрому раптової дитячої смерті, а також сприяє здоров'ю травлення, імунітету, інтелекту та розвитку зубів. Американська академія педіатрії радить виключно грудне вигодовування протягом перших шести місяців життя та продовження його протягом одного року або й довше, за бажанням матері і дитини. Водночас Академія зазначає, що штучна суміш є «прийнятним замінником». У доісторичні часи грудне вигодовування було єдиним способом вигодовування немовлят, без якого їхнє виживання було б неможливим. Хоча грудне вигодовування рідко має протипоказання, воно не рекомендується матерям, які проходять лікування від раку, мають активну форму туберкульозу, ВІЛ, наркотичну залежність або лейкемію. Для визначення оптимального джерела харчування для кожної окремої дитини варто проконсультуватися з лікарями-клініцистами.

## Вимоги до харчування немовлят

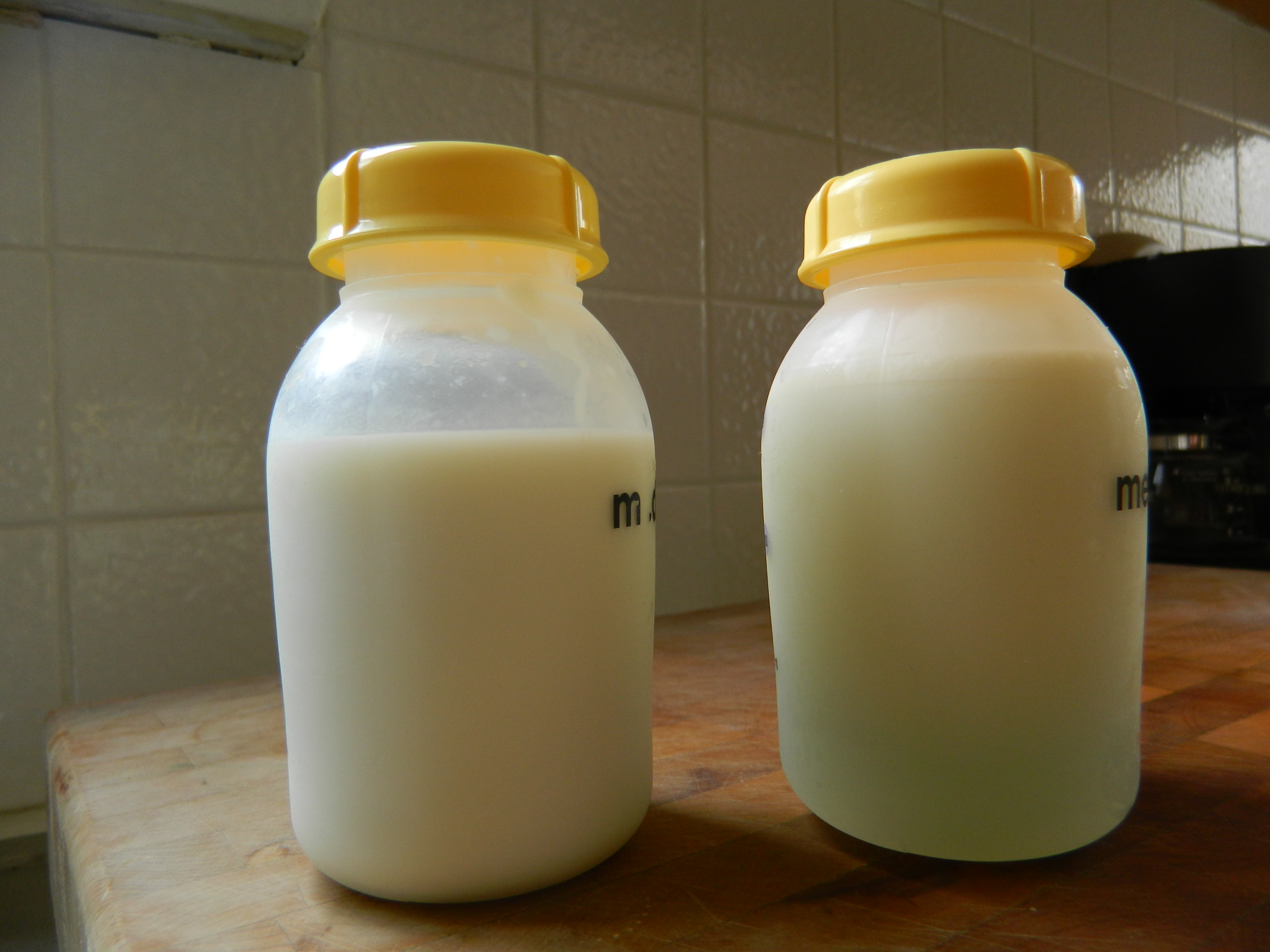
Дитяча суміш (ліва пляшечка) та зціджене грудне молоко (права пляшечка)

Правильне харчування немовлят вимагає забезпечення необхідними речовинами, які підтримують нормальний ріст, функціонування, розвиток та опірність до інфекцій і хвороб. Оптимального харчування можна досягти, якщо майбутня мати ще до народження дитини вирішить, чи буде вона годувати грудьми чи з пляшечки, та підготується до свого вибору.

### Від народження до шести місяців
Всесвітня організація охорони здоров'я (ВООЗ) та Панамериканська організація охорони здоров'я нині рекомендують виключно грудне вигодовування немовлят протягом перших шести місяців життя. У разі годування дитячою сумішшю, вона має бути збагачена залізом. Немовля на виключно грудному вигодовуванні протягом перших шести місяців зазвичай не потребує додаткових вітамінів чи мінералів. Однак вітаміни D і B12 можуть знадобитися, якщо раціон матері, яка годує груддю, не містить достатньої кількості цих вітамінів. Власне, Американська академія педіатрії рекомендує всім немовлятам (як на грудному, так і на штучному вигодовуванні) приймати добавку вітаміну D з перших днів життя для профілактики дефіциту вітаміну D або рахіту. Немовлята, які перебувають на виключно грудному вигодовуванні, також потребуватимуть добавки заліза після чотирьох місяців, оскільки на цьому етапі запасів заліза, одержуваних із грудним молоком, стає недостатньо.

#### Використання суміші
Дитячу суміш можна використовувати замість або на додаток до грудного молока у зв'язку з особливостями способу життя, недостатньою кількістю молока у матері або іншими складностями, що стають на заваді грудному вигодовуванню. Якщо у дитини діагностовано непереносимість лактози, батьки можуть обрати суміші на соєвій основі або безлактозні.
Важливо пам'ятати про обмеження щодо деяких продуктів у раціоні немовлят. Наприклад, незалежно від типу вигодовування (грудне чи з пляшечки), немовлята не потребують додаткової рідини протягом перших чотирьох місяців життя. Надмірне споживання рідини або добавок може мати шкідливі наслідки. Не рекомендуються будь-які рідини, окрім жіночого грудного молока або збагаченої залізом дитячої суміші. Такі замінники, як коров'яче молоко, сік і вода, не містять необхідних немовляті речовин для росту й розвитку, не можуть належним чином засвоюватися та несуть високий ризик бактеріального забруднення (контамінації). Вода прийнятна лише для приготування дитячої суміші. Мед також слід виключити через значний ризик ботулізму.

#### Грудне вигодовування
Частота годувань грудьми різниться для кожної пари мати–дитина. На неї впливають такі чинники, як вік, вага, фізіологічна зрілість немовляти, об'єм його шлунка та швидкість спорожнення, а також здатність молочних залоз матері накопичувати молоко. Зазвичай немовлят на грудному вигодовуванні годують від восьми до дванадцяти разів на добу. На перших порах немовлята можуть ще не подавати явних знаків про голод, тому батьків навчають годувати дитину кожні три години вдень і кожні чотири години вночі, навіть якщо для цього доводиться її будити. Початково одне годування триває 30–40 хвилин, або по 15–20 хвилин на кожну грудь. Із дорослішанням немовляти час годування скорочується. Часті годування важливі для забезпечення нормального росту й розвитку, а також для підтримки лактації у матерів, які годують грудьми.

#### Тверда їжа
Тверду їжу (прикорм) не слід вводити раніше віку чотирьох-шести місяців. Введення прикорму відкладають, оскільки немовля ще не здатне належним чином перетравлювати тверду їжу. Немовлята народжуються зі смоктальним рефлексом, вони ще не вміють виштовхувати їжу язиком. Тому, якщо давати тверду їжу зарано, це може вважатися примусовим годуванням.

#### Новонароджений
Новонароджені зазвичай споживають близько 15 мл протягом перших 2 днів після народження, але ця кількість поступово зростає до близько 30–90 мл до двотижневого віку. Згодом вони починають випивати по близько 60–90 мл за одне годування. Слід очікувати, що дитину потрібно годувати 8–12 разів на добу. Новонароджених необхідно годувати і вночі, доки їхній шлунок не зможе вміщувати більше рідини і поживних речовин.

#### 2 місяці
Немовлята у віці 2 місяців починають випивати по 120—150 мл кожні 3–4 години.

#### 4 місяці
4-місячна дитина має випивати по 120—180 мл кожні 4 години.

#### 6 місяців
6-місячна дитина має випивати по 180—240 мл кожні 4–5 годин.

### Шість— дванадцять місяців

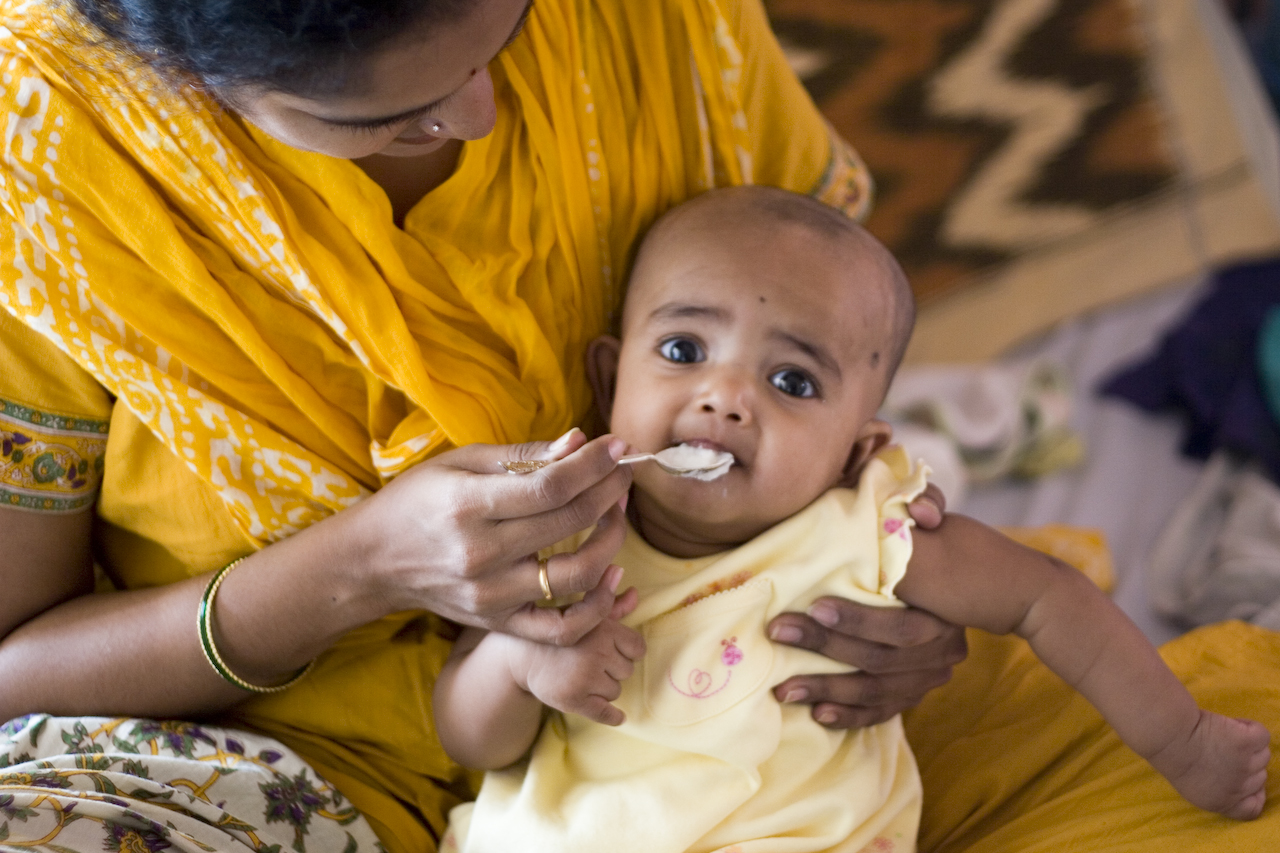
Дівчинка куштує свою першу ложечку рисової каші

Тверду їжу (прикорм) слід вводити з шестимісячного віку. Слід уникати солі, цукру, переробленого м'яса, соків і консервованих продуктів. Грудне молоко або дитяча суміш залишаються основним джерелом живлення протягом цих місяців, доповнюючись твердою їжею. Прикорм можна вводити в цьому віці, оскільки шлунково-кишковий тракт дитини вже достатньо зрілий. Тверда їжа легше перетравлюється, імовірність алергічних реакцій знижується. До цього часу в немовляти починають прорізуватися зуби, що допомагає пережовувати тверду їжу. Ще одним етапом розвитку, якого немовля може досягти, є здатність впевнено тримати й повертати голову; таким чином воно може висловлювати своє незадоволення певною їжею, відвертаючись від небажаного. Немовля також вже достатньо розвинене, щоб брати участь у годуванні, хапаючи пляшечку й шматочки їжі, щоб їсти самостійно.
Коли починають вводити прикорм, важливо, щоб немовля отримувало тверду їжу, багату на залізо. Немовлята народжуються із запасом заліза, отриманим від матері внутрішньоутробно, але до 6-місячного віку ці запаси в їхньому організмі виснажуються. Традиційно першим продуктом прикорму були дитячі каші, збагачені залізом, завдяки його високому вмісту. Каші можуть бути рисовими, ячмінними або вівсяними. Однак дедалі частіше висловлюються припущення, що цільні продукти, багаті на залізо, такі як м'ясо та бобові, можуть бути кращим вибором, ніж оброблені харчі, збагачені залізом, як-то готові рисові каші промислового виробництва.

## Переваги грудного молока для здоров'я немовлят

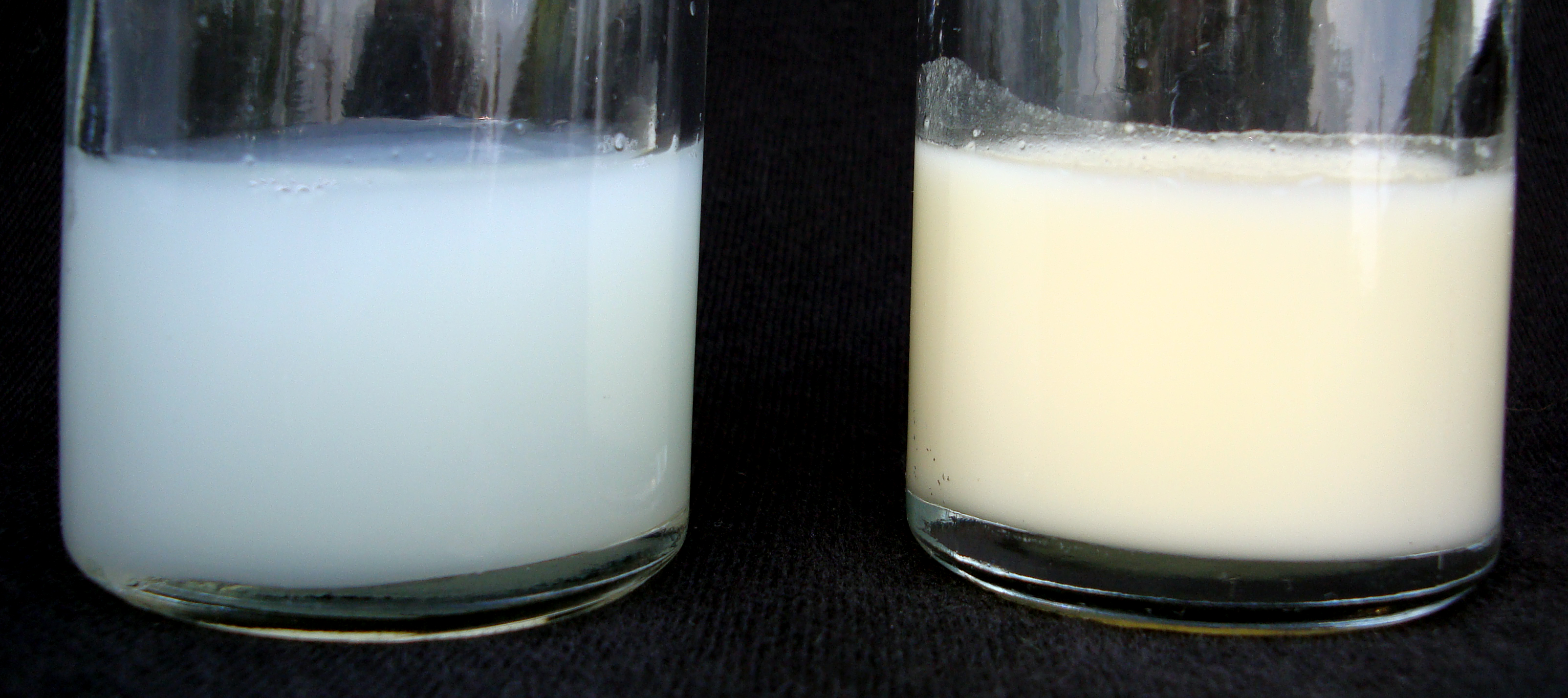
Молоко ліворуч має вищий вміст води і нижчий вміст жиру для втамування спраги. Молоко праворуч має нижчий вміст води і вищий вміст жиру для втамування голоду.

Грудне вигодовування може знизити ризик респіраторних, шлунково-кишкових та інших потенційно небезпечних для життя немовлят захворювань. Воно також забезпечує захист від ожиріння і діабету в подальшому житті. Доведено, що грудне молоко хімічно відрізняється для кожної пари мати-немовля; наприклад, молоко матері недоношеної дитини відрізнятиметься від молока матері доношеної дитини. Грудне молоко також може змінювати свій склад, якщо у немовляти виявлено інфекцію. Цей природний захист адаптований до потреб кожного немовляти.

### Запобігання анемії
Немовлята на грудному вигодовуванні мають нижчий ризик розвитку залізодефіцитної анемії. У немовлят, які споживають лише коров'яче молоко, виникає дефіцит заліза, і на 50 % вища ймовірність крововтрати з калом. Якщо у немовляти алергія на коров'яче молоко, це спричиняє запалення травної системи, що призводить до хронічної крововтрати та погіршення засвоєння заліза. Саме тому дитяча суміш повинна бути збагачена залізом, якщо грудне вигодовування неможливе. Грудне молоко природним чином містить лактоферин — залізозв'язувальний білок, який покращує засвоєння і перетравлення заліза. Краще засвоєння заліза дитиною сприяє здоров'ю її кишківника.

### Запобігання ожирінню і діабету
Немовлята на грудному вигодовуванні зазвичай менш схильні до ожиріння в майбутньому. Грудне молоко сприяє повільнішому набору ваги в ранньому дитинстві та захищає від дитячого ожиріння й розвитку цукрового діабету 2-го типу. Діабет — це серйозна загроза здоров'ю, адже за такого стану організм неефективно використовує інсулін, що може призвести до численних ускладнень: ураження шкіри, очей, стоп, нервової системи, серця та нирок. Тому важливо за можливості запобігати діабету, оскільки він тісно пов'язаний з ожирінням.
Під час грудного вигодовування немовля знайомиться з різноманітними смаками, оскільки раціон матері впливає на смакові якості її молока. Дослідження свідчать, що діти, яких вигодовували грудьми, у подальшому житті частіше споживають різноманітну здорову їжу, адже харчові вподобання складаються в ранньому віці. Отже, немовлята, які змалечку куштують різні смаки, рідше стають вибагливими в їжі. Інше дослідження підтвердило зниження рівня ожиріння у віці двох і чотирьох років, якщо немовля перебувало на виключно грудному вигодовуванні щонайменше перші чотири місяці. Грудне вигодовування забезпечує високу харчову цінність і водночас знижує ризик розвитку ожиріння.

### Запобігання синдрому раптової дитячої смерті

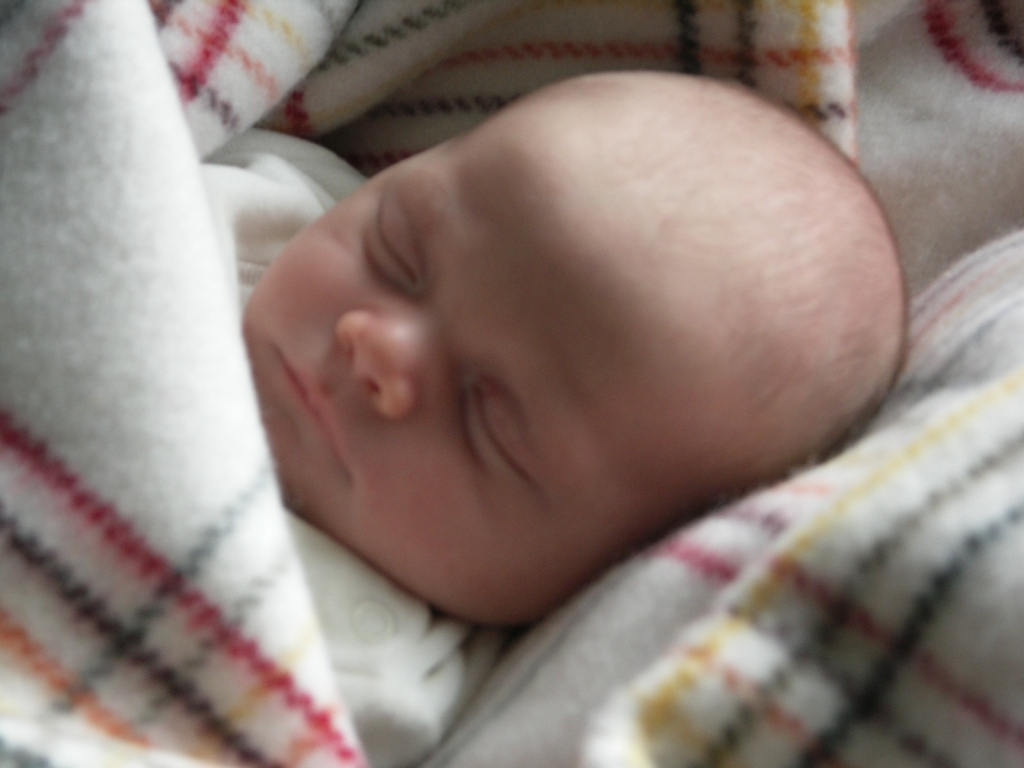
Спляче немовля

Синдром раптової дитячої смерті (СРДС), відомий також як «смерть у ліжечку», — це нез'ясована смерть немовляти віком до одного року, яка найчастіше стається під час сну. Грудне вигодовування, особливо виключне, допомагає знизити ризик СРДС. Так, виключно грудне вигодовування від народження до шести місяців рекомендоване для зменшення цього ризику на 50 %. Додатковими чинником захисту є те, що у немовлят на грудному вигодовуванні рідше трапляються діарея та захворювання верхніх дихальних шляхів — стани, що підвищують ризик СРДС. Крім того, грудне молоко забезпечує мозок немовляти поживними речовинами, необхідними для його швидкого дозрівання, зокрема для формування здатності рефлекторно зробити вдих у разі потреби. Також немовлята, яких годують грудьми, зазвичай сплять коротшими проміжками часу і легше прокидаються, а дослідження свідчать, що такі особливості сну пов'язані з нижчим ризиком СРДС. Отже, оскільки більшість випадків СРДС трапляється під час сну, виключне грудне вигодовування є важливим заходом для зменшення частоти виникнення цього синдрому.

### Сприяння здоров'ю травної системи
Грудне молоко має важливе значення для травної системи немовляти, будучи найкращим харчуванням, особливо порівняно з коров'ячим молоком. На відміну від коров'ячого молока, багатого на жири, які немовлята належно не перетравлюють, грудне молоко хоч і теж жирне, але містить ліпазу. Цей фермент розщеплює жири, полегшуючи травлення, завдяки чому у немовлят на грудному вигодовуванні м'якші випорожнення і рідко трапляються закрепи.
Окрім цього, жіноче молоко сприяє росту корисної мікрофлори в кишківнику немовляти. Це зміцнює слизовий бар'єр і захищає слизову оболонку кишківника від шкідливих патогенів. Важливо, що травна система немовляти починає виробляти власні антитіла лише у віці 4–6 місяців, що робить його вразливим до інфекцій у цей період. Грудне молоко відшкодовує цю тимчасову беззахисність, забезпечуючи готові антитіла. Зокрема, воно стимулює розвиток здорової мікробіоти, яка, своєю чергою, сприяє виробленню імуноглобуліну класу A (IgA). IgA слугує першою лінією захисту слизової оболонки травного тракту немовляти. Рівень цього важливого імуноглобуліну значно вищий у немовлят на грудному вигодовуванні, ніж у тих, хто отримує дитячу суміш.

### Сприяння імунітету

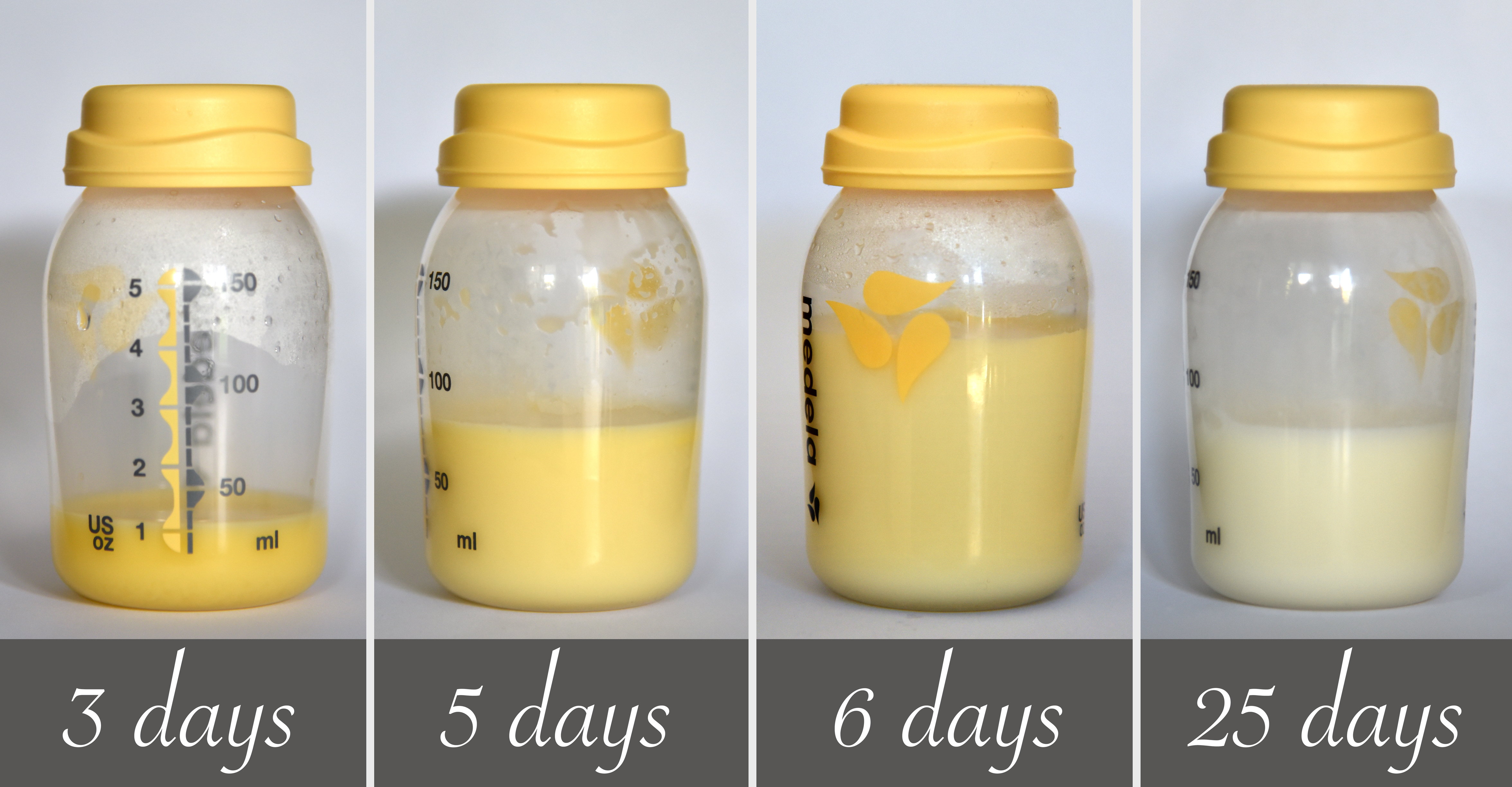
Від молозива до грудного молока: 3, 5, 6 і 25 днів від народження.

Молозиво — це унікальна густа жовта рідина, яку молочні залози матері виробляють одразу після пологів, слугуючи першим і надзвичайно цінним харчуванням для новонародженого. Його цінний поживний склад спеціально пристосований для підтримки новонародженого: він сприяє правильному складанню імунітету, зокрема завдяки здатності знищувати хвороботворні віруси. Серед інших ключових переваг молозива: запобігання жовтяниці; полегшення відходження першого випорожнення (меконію); закладання основ міцної імунної системи; забезпечення високою концентрацією вітамінів і білка; запобігання низькому рівню цукру в крові немовляти. Таким чином, молозиво надає новонародженому комплексний захист й оптимальне живлення, доступні виключно через грудне вигодовування на самому початку життя.
Грудне молоко загалом вирізняється оптимальним білковим складом, перевершуючи коров'яче молоко за якістю і засвоюваністю білків, важливих для немовляти. Так, людське молоко містить 60 % білка, тоді як коров'яче — лише 40 % [[уточнити]]. Білок є критично важливим для немовлят, адже їхня потреба в ньому на кілограм ваги вища, ніж у дорослих. У перші місяці життя джерелом цього білка має бути виключно грудне молоко або адаптована дитяча суміш, але не коров'яче молоко. Особливу роль відіграє лактоферин — специфічний білок грудного молока, що має бактеріостатичну дію, тобто пригнічує ріст шкідливих бактерій. Його наявність необхідна для становлення належного імунітету, а дефіцит може призвести до підвищеного ризику захворювань і недоїдання.
Окрім лактоферину та інших захисних чинників, грудне молоко містить імуноглобуліни класу G (IgG), які забезпечують немовляті пасивний імунітет — готові антитіла від матері. Це означає, що якщо мати була імунізована або перехворіла на поширені дитячі інфекції, такі як дифтерія, кір, поліомієліт та краснуха, відповідні антитіла передаються дитині з молоком. Такий захист триває приблизно три місяці, забезпечуючи немовляті безпеку до часу отримання перших планових щеплень у віці близько двох місяців.

### Сприяння розвитку інтелекту
Прагнення батьків бачити своїх дітей розумними й успішними у навчанні є природним, і грудне вигодовування може відіграти в цьому позитивну роль, сприяючи вищому рівню інтелекту дитини протягом життя. Зокрема, діти, які отримували виключно грудне вигодовування, мають вищі шанси на кращий інтелектуальний розвиток у майбутньому. Результати досліджень свідчать, що немовлята, яких годували грудьми протягом шести місяців, проявляють вищий коефіцієнт інтелекту порівняно з тими, хто отримував грудне молоко лише один місяць. Так, ці діти зазвичай показують кращі інтелектуальні результати в третьому та п'ятому класах, і ця тенденція зберігається й у віці 15 років. Вважається, що грудне вигодовування стимулює розвиток когнітивної зрілості, що, своєю чергою, веде до вищого рівня інтелекту. Важливо зазначити, що такий позитивний зв'язок найчіткіше простежувався саме в дітей, які перебували на виключно грудному вигодовуванні.

### Сприяння здоров'ю ротової порожнини
Карієс зубів є найпоширенішим хронічним захворюванням у дитячому віці. Перехідний період від грудного вигодовування чи годування з пляшечки до іншого типу харчування може бути складним як для батьків, так і для немовляти. Саме в цей час, із прорізуванням перших молочних зубів, значно зростає ризик розвитку карієсу. Це пов'язано з тим, що відлучення від грудей чи пляшечки часто збігається з введенням прикорму (твердої їжі), який може містити карієсогенні речовини, зокрема цукри і інші вуглеводи.
Споживання коров'ячого молока та інших напоїв, як замінників грудного молока, наприклад, соків, у віці від 6 тижнів до 12 місяців істотно підвищує ризик виникнення карієсу до 5-річного віку. Доведено також зв'язок між тривалим або неправильним використанням пляшечки і збільшенням поширеності карієсу. Тому фахівці радять привчати немовлят пити з чашки приблизно до першого дня народження та повністю відмовлятися від пляшечки у віці 12–14 місяців. Щодо припинення грудного вигодовування, то це рішення приймається індивідуально матір'ю і дитиною, однак важливо пам'ятати про гігієну ротової порожнини незалежно від типу вигодовування.
Пустушку іноді використовують для заспокоєння чи відволікання немовляти. Проте категорично не рекомендується занурювати її в підсолоджені рідини (наприклад, сік, мед або підсолоджену воду) через високий ризик стрімкого розвитку карієсу.

## Історія грудного вигодовування

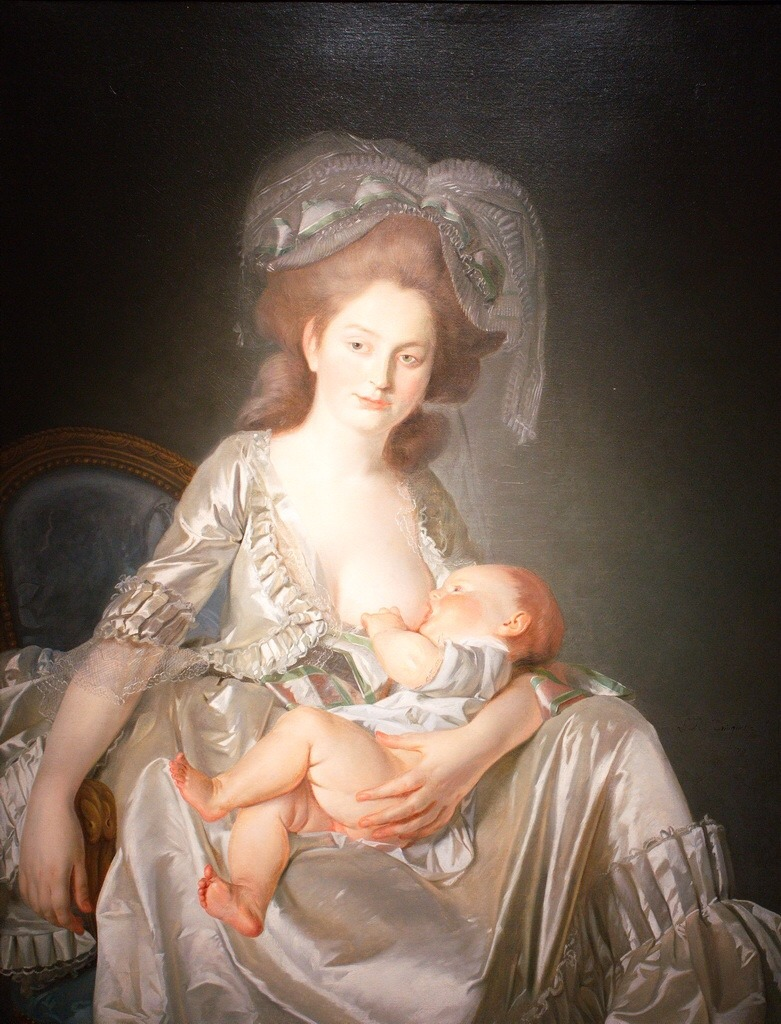
Луї-Ролан Трінкесс. «Молода жінка годує дитину грудьми», 1777

У доісторичні часи грудне вигодовування було єдиним способом годування немовлят, адже тривалий час не існувало прийнятного замінника людського молока. Вже у I столітті нашої ери філософи почали усвідомлювати переваги грудного молока над будь-якими замінниками і дійшли висновку, що воно сприяє встановленню емоційного зв'язку між матір'ю і немовлям. Хоча поживну цінність тоді ще не усвідомлювали повною мірою, існувало повір'я, що через смоктання немовля отримує не лише енергію, а й риси характеру та особистість того, хто його годує. Радилося годувати немовлят грудьми якомога довше, і багатьох вигодовували таким чином до двох-трьох років.
Лише через шістнадцять століть важливість грудного молока була по-справжньому усвідомлена. 1748 року в книзі Кедогана «Есе про вигодовування та догляд за дітьми від народження до трьохрічного віку» (англ. An Essay upon Nursing, and the Management of Children, from Their Birth to Three Years of Age) молозиво було визнано речовиною, що сприяє виведенню меконію та запобігає хворобам матерів і дітей. Також поширилася думка, що міцний зв'язок між матір'ю і дитиною встановлюється, якщо годування грудьми починається з перших годин життя. Практика залучення годувальниць та раннє введення прикорму (до шести місяців) зазнавали критики, і після визнання цінності грудного вигодовування рівень дитячої смертності знизився. Натомість передчасне годування немовлят замінниками, такими як каші, коров'яче молоко і бульйони, призводило до розвитку у них цинги, рахіту, шлунково-кишкових розладів та утворення каменів у нирках.
У XIX столітті вчені дедалі чіткіше пов'язували високі показники смертності і недоїдання серед немовлят із недостатнім поширенням грудного вигодовування. Зрештою, його почали розглядати як найкращий і єдиний оптимальний спосіб харчування для дітей до шести місяців. Однак поява 1847 року першої комерційної дитячої суміші сприяла популяризації годування з пляшечки, чому частково посприяло й те, що жіночі груди в той час набули вираженої сексуальної конотації. Через поширення сумішей тривала боротьба за визнання грудного вигодовування зазнала тимчасового занепаду. Проте організації, стурбовані цією тенденцією, об'єднали зусилля для його повторного просування. Серед них були Рух за природні пологи, Ініціатива «Лікарня, доброзичлива до дитини», започаткована ВООЗ, та Дитячий фонд ООН (ЮНІСЕФ). Кульмінацією цих зусиль стало проголошення 1990 року цими організаціями тези, що залишається актуальною й донині: «грудне молоко — найкраща їжа для немовлят». До чинників, що сприяли нещодавньому зростанню популярності грудного вигодовування, належить заохочення в медичних закладах до контакту «шкіра до шкіри» матері з немовлям одразу після народження, що стимулює початок лактації, а також підтримка спільного перебування матері і дитини, що дає змогу матері розпізнавати позиви голоду немовляти.
Сучасні уявлення про харчування немовлят, особливо щодо грудного вигодовування, досі супроводжуються різними переконаннями та хибними твердженнями, поширеними серед молоді і в окремих етнічних групах. Для надання об'єктивної інформації проводяться численні дослідження. Наприклад, опитування матерів з народу масаї, які мають дітей віком до шести місяців, виявило їхню віру в те, що поєднання грудного молока з напівтвердими добавками є кориснішим. Однак поглиблені дослідження спростували це твердження як таке, що не відповідає найкращим інтересам дитини. Порівняльний аналіз показників смертності і захворюваності свідчить, що серед масаїв вони вищі, ніж в інших популяціях, що може бути наслідком недостатньої поінформованості про рекомендації ВООЗ. Водночас дослідження в Зімбабве, присвячене грудному вигодовуванню, виявило чинники, що ускладнюють дотримання принципу його виключності. Через незадовільні санітарні умови, зокрема низьку якість води та обмежений доступ до неї, у Зімбабве поширене фекальне забруднення. У межах проєкту SHINE (англ. Supporting Health Interactively through Nutrition and Exercise, «Інтерактивна підтримка здоров'я через харчування і вправи») було проведено два базові випробування у двох районах для оптимізації харчування немовлят і покращення умов годування. Дослідники аналізували характеристики домогосподарств та соціальні взаємодії, зіставляючи їх із реакцією дітей. Такі випробування допомагають формулювати гіпотези та пояснювати проблеми дитячого громадського здоров'я. Загалом, помітний сплеск інтересу й ентузіазму до теми харчування немовлят дає надію на позитивні зміни — на посилення підтримки належного харчування немовлят, що, безперечно, сприятиме їхньому здоров'ю.